# Anton Alexejewitsch Woltschenkow
Anton Alexejewitsch Woltschenkow (russisch Антон Алексеевич Волченков; englische Transkription: Anton Alexeyevich Volchenkov; * 25. Februar 1982 in Moskau, Russische SFSR) ist ein ehemaliger russischer Eishockeyspieler, der im Verlauf seiner aktiven Karriere zwischen 1999 und 2020 unter anderem 782 Spiele für die Ottawa Senators, New Jersey Devils und Nashville Predators aus der National Hockey League (NHL) auf der Position des Verteidigers bestritten hat. Sein Vater Alexei war ebenfalls Eishockeyspieler und feierte zahlreiche Erfolge mit ZSKA Moskau.

## Karriere

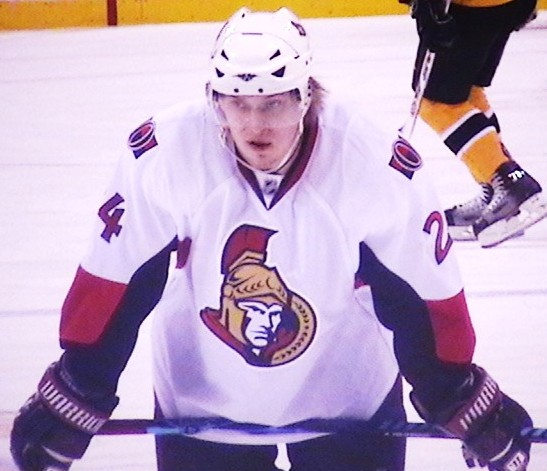
Woltschenkow im Trikot der Ottawa Senators (2010)

Woltschenkow spielte zunächst beim HK ZSKA Moskau, bevor er beim NHL Entry Draft 2000 in der ersten Runde als 21. Spieler von den Ottawa Senators aus der National Hockey League (NHL) ausgewählt (gedraftet) wurde. Nach zwei weiteren Jahren in Russland, die der Linksschütze bei Krylja Sowetow Moskau verbracht hatte, wechselte der Verteidiger schließlich nach Nordamerika, wo er in der Saison 2002/03 von den Senators erstmals in der NHL eingesetzt wurde und sich dort schnell etablierte. Im April 2007 verlängerte er seinen Vertrag bei dem Franchise, mit dem er im selben Jahr das Finale um den Stanley Cup erreichte, dort aber gegen die Anaheim Ducks verlor, um drei Jahre.
Im Juli 2010 wurde er als Free Agent von den New Jersey Devils für sechs Spielzeiten verpflichtet. Dort verdiente er jährlich 4,25 Millionen Dollar pro Saison. Abermals als Free Agent wurde er am 7. Juli 2014 von den Nashville Predators aus der NHL unter Vertrag genommen. Der Vertrag besaß eine Gültigkeit von einem Jahr und war eine Million US-Dollar wert. Nach Ablauf des Kontrakts wurde dieser nicht verlängert.
Im Mai 2016 kehrte Woltschenkow nach Russland zurück und unterschrieb beim fernöstlichen Verein Admiral Wladiwostok aus der Kontinentalen Hockey-Liga (KHL). Im Mai 2018 wurde sein Vertrag aufgelöst und der Abwehrspieler unterschrieb Ende des Monats einen Vertrag über ein Jahr Laufzeit zu Torpedo Nischni Nowgorod, wo er bereits während des Lockouts im Jahr 2012 gespielt hatte. Nach einer weiteren Saison dort beendete der 38-Jährige im Sommer 2020 seine aktive Karriere.

### International
Mit der russischen Nationalmannschaft nahm Anton Woltschenkow an den Eishockey-Weltmeisterschaften 2002 und 2009, dem World Cup of Hockey 2004 sowie an den Olympischen Winterspielen der Jahre 2006 und 2010 teil. Im Jahr 2009 wurde er mit Russland Weltmeister.
Außerdem bestritt er mit den Junioren die U18-Junioren-Weltmeisterschaft 2000 sowie die U20-Junioren-Weltmeisterschaften der Jahre 2002 und 2001, bei der die Sbornaja die Goldmedaille gewinnen konnte.

## Erfolge und Auszeichnungen
- 2003 Teilnahme am NHL YoungStars Game
- 2005 Teilnahme am AHL All-Star Classic

### International
- 2000 Silbermedaille bei der U18-Junioren-Weltmeisterschaft
- 2002 Goldmedaille bei der U20-Junioren-Weltmeisterschaft
- 2002 Silbermedaille bei der Weltmeisterschaft
- 2009 Goldmedaille bei der Weltmeisterschaft

## Karrierestatistik

### International
Vertrat Russland bei:
| - U18-Junioren-Weltmeisterschaft 2000 - U20-Junioren-Weltmeisterschaft 2001 - U20-Junioren-Weltmeisterschaft 2002 - Weltmeisterschaft 2002 | - World Cup of Hockey 2004 - Olympischen Winterspielen 2006 - Weltmeisterschaft 2009 - Olympischen Winterspielen 2010 |

(Legende zur Spielerstatistik: Sp oder GP = absolvierte Spiele; T oder G = erzielte Tore; V oder A = erzielte Assists; Pkt oder Pts = erzielte Scorerpunkte; SM oder PIM = erhaltene Strafminuten; +/− = Plus/Minus-Bilanz; PP = erzielte Überzahltore; SH = erzielte Unterzahltore; GW = erzielte Siegtore; 1 Play-downs/Relegation; Kursiv: Statistik nicht vollständig)